# Commandeur (esclavage)
Pour les articles homonymes, voir Commandeur (homonymie).
Un commandeur est un individu chargé de diriger un groupe d'esclaves travaillant dans les plantations coloniales. Cet individu peut être un Blanc libre employé par le maître, soit une sorte de contremaître, ou alors une personne elle-même réduite en esclavage à laquelle ce maître fait particulièrement confiance. Le commandeur est souvent chargé d'administrer lui-même les châtiments corporels qui frappent la main-d'œuvre servile à discipliner.